# Lãnh thổ Hawaii
Lãnh thổ Hawaiʻi từng là một lãnh thổ hợp nhất có tổ chức của Hoa Kỳ, được thành lập ngày 7 tháng 7 năm 1898 và giải thể ngày 21 tháng 8 năm 1959 khi Hawaiʻi trở thành một tiểu bang của Hoa Kỳ. Quốc hội Hoa Kỳ thông qua Giải pháp Newlands nhằm sáp nhập cựu Vương quốc Hawaiʻi và sau đó là Cộng hòa Hawaiʻi vào Hoa Kỳ. Lịch sử lãnh thổ Hawaiʻi bao gồm một thời kỳ đặc biệt từ năm 1941 đến năm 1944 khi quần đảo này bị đặt dưới thiết quân luật.

## Chính phủ lâm thời

Ngày 12 tháng 8 năm 1898, cờ của Vương quốc Hawaiʻi trên Dinh ʻIolani bị hạ xuống để cờ của Hoa Kỳ được kéo lên

Sau khi Nữ hoàng Liliʻuokalani bị lật đổ năm 1893, Ủy ban an ninh do Lorrin A. Thurston lãnh đạo đã thiết lập Chính phủ Lâm thời Hawaiʻi để cai trị quần đảo trong thời gian chuyển tiếp chờ đợi sáp nhập vào Hoa Kỳ. Thurston năng nổ vận động Quốc hội Hoa Kỳ trong lúc đại diện của hoàng gia lưu vong vận động quốc hội phản đối vụ lật đổ và chống lại việc sáp nhập.
Hành động chính thức đầu tiên của chính phủ Hoa Kỳ về lãnh thổ bắt đầu khi Tổng thống Hoa Kỳ Benjamin Harrison hết nhiệm kỳ và Tổng thống Grover Cleveland lên nhậm chức. Cleveland là một người chống chủ nghĩa đế quốc và mạnh mẽ chống đối việc sáp nhập. Ông rút lại hiệp ước sáp nhập không cho đem ra bàn luận, tiến hành một cuộc điều tra và đề nghị tái lập nền quân chủ của Nữ hoàng Liliʻuokalani. Cuộc điều tra sâu rộng hơn của Quốc hội Hoa Kỳ đã cho ra đời bản Báo cáo Morgan. Báo cáo này đã xác định rằng những hành động của quân đội Hoa Kỳ là hoàn toàn trung lập và bác bỏ những lời tố cáo rằng Hoa Kỳ đã nhúng tay vào việc lật đổ vương triều Hawaii.
Chính phủ lâm thời họp lại và thảo ra một bản hiến pháp tại Honolulu để thiết lập Cộng hòa Hawaiʻi. Thurston được yêu cầu làm tổng thống đầu tiên của quốc gia nhưng ông lo lắng rằng tính tình của ông có thể làm phương hại đến mục tiêu sáp nhập vào Hoa Kỳ. Cựu phẩm phán tối cao pháp viện thuộc thành phần bảo thủ hơn và là bạn của Nữ hoàng Liliʻuokalani tên là Sanford B. Dole được bầu làm tổng thống đầu tiên và duy nhất của chế độ mới.

## Vận mệnh hiển nhiên
Khi Tổng thống Grover Cleveland kết thúc nhiệm kỳ tổng thống vào tháng 3 năm 1897, cựu quân nhân Nội chiến Hoa Kỳ là William McKinley nhậm chức tổng thống. McKinley tin vào việc gia tăng vị thế của Hoa Kỳ trên chính trường quốc tế.
Dưới các chính sách của McKinley, người Mỹ được đưa đi chiến đấu chống Tây Ban Nha ở Cuba, Philippines và Puerto Rico năm 1898. Vị trí chiến lược của Hawaiʻi đối với cuộc chiến tại Philippines đã khiến nó đặc biệt quan trọng đối với những lợi ích của Hoa Kỳ.
Tháng tư năm 1917, Nữ hoàng Liliʻuokalani tự hào cho bay lá cờ của Hoa Kỳ trên tư dinh của bà tại Washington Place. Bà nói rằng thật vinh dự cho người Hawaii đã mất mạng trong lúc phục vụ dưới lá cờ Hoa Kỳ trong Chiến tranh thế giới thứ nhất, và bà cuối cùng chấp nhận việc bị lật đổ và việc Hawaii bị sáp nhập vào Hoa Kỳ.

## Giải pháp Newlands năm 1898
Ngày 7 tháng 7 năm 1898, McKinley ký Giải pháp Newlands (được đặt tên theo tên của Dân biểu Frances Newlands) chính thức sáp nhập Hawaiʻi vào Hoa Kỳ. Một buổi lễ chính thức được tổ chức tại bậc thềm của Dinh ʻIolani nơi cờ Hawaii bị hạ xuống và cờ Hoa Kỳ được kéo lên. Dole được bổ nhiệm làm thống đốc lãnh thổ đầu tiên của Hawaiʻi.

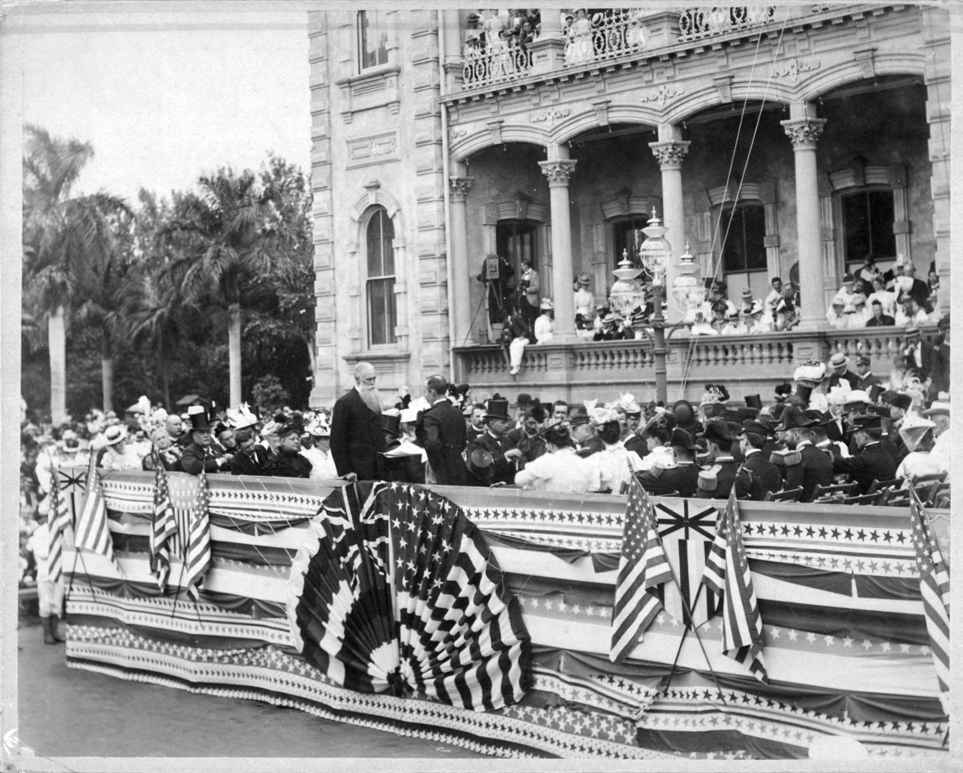
Sanford B. Dole tuyên thệ làm thống đốc trên bậc thềm của Dinh ʻIolani trong lúc các thương gia và chủ đồn điền Mỹ vỗ tay ăn mừng chiến thắng chế độ quân chủ

Giải pháp Newlands thiết lập một ủy ban gồm năm thành viên để nghiên cứu luật nào cần thiết cho Hawaiʻi. Ủy ban gồm có: Thống đốc Lãnh thổ Dole (R-HI), các Thượng nghị sĩ Hoa Kỳ Shelby M. Cullom (R-IL) và John T. Morgan (R-AL), Dân biểu Hoa Kỳ Robert R. Hitt (R-IL) và Cựu chánh thẩm phán Hawaiʻi và sau đó là Thống đốc Lãnh thổ Walter F. Frear (R-TH). Bản báo cáo của ủy ban được trình lên Quốc hội Hoa Kỳ để bàn bạc mà kéo dài hơn một năm. Quốc hội Hoa Kỳ đã đưa ra nhiều vấn đề phản đối với lý do rằng thiết lập một chính quyền dân cử lãnh thổ tại Hawaiʻi có thể dẫn đến việc cho phép lãnh thổ này thành một tiểu bang với một đa số người không phải là người da trắng.

## Đạo luật tổ chức
Quốc hội Hoa Kỳ sau cùng đồng ý cho phép Hawaiʻi có một chính quyền dân cử của chính nó và McKinley ký thành luật. Đó là đạo luật cho phép một chính quyền cho Lãnh thổ Hawaiʻi, cũng còn được biết với cái tên Đạo luật Tổ chức Hawaii 1900.
Đạo luật Tổ chức thiết lập Văn phòng của Thống đốc Lãnh thổ, một văn phòng được đương kim tổng thống Hoa Kỳ bổ nhiệm và thường thường là từ đảng chính trị của tổng thống. Thống đốc lãnh thổ phải phục vụ sao cho tổng thống hài lòng và có thể bị thay thế bất cứ lúc nào.

### Các thống đốc lãnh thổ
- Sanford B. Dole, Đảng Cộng hòa, (1900-1903)
- George R. Carter, Đảng Cộng hòa, (1903-1907)
- Walter F. Frear, Đảng Cộng hòa, (1907-1913)
- Lucius E. Pinkham, Đảng Dân chủ, (1913-1918)
- Charles J. McCarthy, Đảng Dân chủ, (1918-1921)
- Wallace R. Farrington, Đảng Cộng hòa, (1921-1929)
- Lawrence M. Judd, Đảng Cộng hòa, (1929-1934)
- Joseph B. Poindexter, Đảng Dân chủ, (1934-1942)
- Ingram M. Stainback, Đảng Dân chủ, (1942-1951)
- Oren E. Long, Đảng Dân chủ, (1951-1953)
- Samuel Wilder King, Đảng Cộng hòa, (1953-1957)
- William F. Quinn, Đảng Cộng hòa (1957-1959)

Đạo luật Tổ chức tạo nên hành pháp lãn thổ có nhiệm vụ đề nghị và thông qua các luật. Một vị thẩm phán đặc trách về việc diễn giải luật lãnh đạo Tối cao pháp viện. Một bộ phận lưỡng viện lập pháp gồm có Hạ viện Hawaii và Thượng viện Hawaii được phố thông cử tri bầu lên. Đại diện ở Quốc hội Hoa Kỳ bị hạn chế với chỉ một đại biểu không có quyền biểu quyết.

## Du lịch khởi sự

Công ty Hàng hải Matson quảng cáo Hawaiʻi như một điểm đến du lịch lần đầu tiên vào cuối thập niên 1890.

Công nghiệp du lịch của Hawaiʻi khởi sự vào năm 1882 khi Công ty hàng hải Matson, do Thuyền trưởng William Matson thành lập, bắt đầu chạy các chuyến tàu chở hàng hóa giữa San Francisco và Hawaiʻi. Các chuyến đi lại của ông đã khuyến khích ông mua các tàu khách chạy hơi nước để mang du khách từ đất liền Hoa Kỳ đến nghỉ ngơi vui chơi tại Hawaiʻi.
Đội tàu của Matson gồm có S.S. Wilhelmina là đối thủ của các tàu chở khách tốt nhất phục vụ các tuyến đường biển Đại Tây Dương. Với việc bùng nổ sự thích thú được nghỉ ngơi vui chơi tại Hawaii của các gia đình người Mỹ giàu có vào cuối thập niên 1920, Matson thêm các tàu S.S. Mariposa, S.S. Monterey và S.S. Lurline vào đội tàu của mình.
Công ty hàng hải Matson mở hai khách sạn có dịch vụ vui chơi tại Honolulu gần khu hoàng gia. Khách sạn đầu tiên trên Waikīkī là Khách sạn Moana mở vào năm 1901. Vì là khách sạn đầu tiên trên Waikīkī nên Khách sạn Moana có biệt danh là "Đệ nhất Phu nhân Waikīkī". Khách sạn này được sự chú ý của quốc tế vào năm 1920 khi Edward, Thân vương xứ Wales và là Vua tương lai Edward VIII của Vương quốc Anh nghỉ tại đây.
Năm 1927, Khách sạn Hoàng gia Hawaii, được gọi không chính thức là "Pink Palace of the Pacific", mở cửa. Nó là chỗ nghỉ ngơi ở Hawaiʻi mà Tổng thống Hoa Kỳ Franklin D. Roosevelt thích nhất trong suốt Chiến tranh thế giới thứ hai.

## Căn cứ quân sự
Với việc sáp nhập, Hoa Kỳ thấy Hawaiʻi như là tài sản quân sự chiến lược tốt nhất. McKinley và người kế nhiệm là Tổng thống Theodore Roosevelt mở rộng sự hiện diện quân sự của Hoa Kỳ tại Hawaiʻi và thiết lập một số căn cứ chính, một số còn được sử dụng ngày nay. Vào khoảng 1906, toàn bộ đảo Oʻahu được phòng thủ kiên cố quanh duyên hải bằng một "vòng đai thép" gồm rất nhiều ụ súng đặt trên các vách thép duyên hải. Một trong số ít các ụ súng còn lại được xây xong vào năm 1911 là Ụ súng Randolph. Ngày nay nó là Viện bảo tàng Quân đội Hawaiʻi.
Danh sách các căn cứ trên lãnh thổ:
- Trại McKinley (Khoảng năm 1898)
- Đồn Kamehameha (Khoảng năm 1907)
- Căn cứ Hải quân Trân Châu Cảng (Khoảng năm 1908)
- Đồn Shafter (Khoảng năm 1907)
- Đồn Ruger (Khoảng năm 1909)
- Doanh trại Schofield (Khoảng năm 1909)
- Ụ súng Closson (Khoảng năm 1911)
- Ụ súng Dudley (Khoảng năm 1911)
- Ụ súng Randolph (Khoảng năm 1911)
- Đồn DeRussy (Khoảng năm 1915)
- Sân bay Quân đội Wheeler (Khoảng năm 1922)

## Công nghiệp phát triển vàBig Five
Là một lãnh thổ của Hoa Kỳ, các đồn điền trồng mía được rót thêm tiền đầu tư. Nhờ Hoa Kỳ miễn thuế nhập khẩu đối với các nhà trồng mía nên họ có nhiều tiền hơn dùng để mua nông cụ máy móc, đất và mướn thêm nhân công. Tiền vốn tăng làm cho sản xuất gia tăng. Năm tập đoàn thời-vương quốc thu lợi nhờ vào việc Hawaii sáp nhập vào Hoa Kỳ đã ngay lập tức trở thành các đại công ty nhiều triệu đô la: Castle & Cooke, Alexander & Baldwin, C. Brewer & Co., Amfac, Theo H. Davies & Co. Tổng cộng có năm công ty kiểm soát nền kinh tế Hawaii được biết như là "Big Five" (Năm ông lớn).
Các công ty nhóm Big Five cùng nhau trở thành một lực lượng chi phối duy nhất tại Hawaiʻi. Các công ty không cạnh tranh với nhau nhưng hợp tác để giữ giá hàng hóa và dịch vụ của họ cao. Lợi nhuận của họ tăng cao hơn và những người điều hành của Big Five đều có mặt trong các ban hội đồng công ty của nhau. Quyền lực kinh tế tạo ra quyền lực chính trị trên Lãnh thổ Hawaiʻi. Họ thực hiện những phương pháp bất hợp pháp để duy trì thế lực chính trị của họ. Họ thường đe dọa nhân công phải bỏ phiếu theo ý muốn của họ. Việc trả thù vì bỏ phiếu "không đúng đường lối" là chuyện thường xảy ra.
Trong thời lãnh thổ, Hawaiʻi từ từ biến thành một oligarchy bị khống chế bởi Big Five. Họ muốn chỉ có người da trắng và Đảng Cộng hòa điều hành chính quyền tại Hawaiʻi. Trong thời Big Five ngự trị, gần như không có đảng viên Dân chủ nào thắng bất cứ cuộc bầu cử nào tại Hawaiʻi.

## Dứa (khóm)
James Dole cũng còn được biết là Vua Dứa đến sống tại Hawaiʻi năm 1899. Ông mua đất ở Wahiawā và thiết lập đồn điền trồng dứa tại Hawaiʻi. Vì tin rằng dứa có thể trở thành một loại thực phẩm ưa chuộng bên ngoài Hawaiʻi, Dole dựng nhà máy đóng hộp gần đồn điền đầu tiên của ông năm 1901. Công ty Dứa Hawaii sau này đổi tên là Công ty Thực phẩm Dole được khai sinh.
Với lợi nhuận thương mại của ông tăng cao, Dole mở rộng và xây một nhà máy đóng hộp lớn hơn tại ʻIwilei gần Bến cảng Honolulu năm 1907. Vị trí của ʻIwilei đã giúp các hoạt động của ông gần nguồn lao động hơn. Nhà máy đóng hộp tại ʻIwilei hoạt động cho đến năm 1991. Nữ minh tinh và ca sĩ Bette Midler là một trong các nhân công nổi tiếng nhất của công ty.
Dole tự thấy mình đang đứng giữa một ngành công nghiệp phát triển mạnh. Nhu cầu về dứa của ông gia tăng và Dole cần phải trồng nhiều thêm nữa. Năm 1922, Dole mua cả hòn đảo Lānaʻi và cải biến phong cảnh hoang mạc thành đồn điền dứa lớn nhất thế giới. Trong một thời kỳ dài, Lānaʻi đã sản xuất ra 75% dứa của thế giới và trở thành bất hủ với cái tên "Đảo Dứa."
Khoảng thập niên 1930, Hawaiʻi trở thành thủ đô dứa của thế giới và ngành sản xuất dứa trở thành ngành công nghiệp lớn hạng nhì của nó. SauChiến tranh thế giới thứ hai, tổng cộng có 8 công ty dứa tại Hawaiʻi.

## Quan hệ chủng tộc
Một trong các thử thách nổi bật nhất mà Lãnh thổ Hawaiʻi phải đối diện là quan hệ chủng tộc. Vào thời gian Hawaiʻi trở thành một lãnh thổ, phần đông dân số của Hawaiʻi là các công nhân đồn điền từ Trung Quốc, Nhật Bản, Philippines và Bồ Đào Nha. Có một dân số lớn đáng kể người Hawaii bản xứ cũng cùng chia sẻ trong lực lượng lao động. Những kinh nghiệm làm việc trên các đồn điền đã nặn đúc Hawaiʻi trở thành một nền văn hóa đồn điền. Ngôn ngữ Hawaiian Pidgin được phát triển tại các đồn điền để mọi người đều có thể hiểu nhau. Họ cùng chia sẻ thực phẩm và truyền thống. Đạo Phật và Thần Đạo phát triển và trở thành một trong các tôn giáo lớn nhất của Hawaiʻi. Công giáo trở thành giáo phái Tín hữu Cơ Đốc lớn nhất của Hawaiʻi. Hawaiʻi có đa chủng tộc và nhiều chủng tộc sống ít nhiều hài hòa với nhau.

### Tư cách thành tiểu bang bị ngăn cản
Năm 1935 và 1937, Quốc hội Hoa Kỳ bắt đầu bàn bạc về chuyện có nên hay không nên cho phép Hawaiʻi trở thành một tiểu bang của Hoa Kỳ. Các tiểu bang miền nam tỏ vẻ khó chịu với lý do Quốc hội sẽ cho phép một lãnh thổ có ít người da trắng được những quyền lợi giống như người Mỹ ở trong đất liền. Việc cho phép Hawaiʻi thành tiểu bang bị hủy bỏ vô hạn định vì vấn đề chủng tộc.

## Thiết quân luật

Năm 1941, Thống đốc Joseph B. Pointdexter tự bỏ quyền lực của mình bằng việc tuyên bố thiết quân luật và Hawaiʻi nằm dưới quyền điều hành của quân đội. Thống đốc quân sự lấy Dinh ʻIolani làm tổng hành dinh của mình và bố trí xung quanh nó bằng các giao thông hào và ụ súng.

Từ năm 1941 đến 1944, Các thống đốc lãnh thổ Joseph B. Pointdexter và Ingram M. Stainback đã tự bỏ quyền lực hành chánh của mình bằng việc tuyên bố thiết quân luật. Vì hiến pháp lãnh thổ bị đình chỉ nên ngành lập pháp và tối cao pháp viện cũng bị giải tán vô hạn định. Thiết quân lực được thi hành đối với tất cả cư dân Hawaiʻi. Một thống đốc quân sự nhận quyền kiểm soát Hawaiʻi và điều hành lãnh thổ từ Dinh ʻIolani. Dinh này sau đó được rào lại vào xây dựng các chiến hào.
Dưới thiết quân luật, mọi mặt đời sống của Hawaii đều nằm dưới sự kiểm soát của thống đốc quân sự. Chính quyền lăn tay tất cả mọi cư dân trên 6 tuổi, áp đặt lệnh giới nghiệm, che giấu thông tin, hạn chế nhu cầu lương thực và xăng dầu, kiểm duyệt tin tức và truyền thông, cấm rượu, ấn định giờ hoạt động thương mại, kiểm soát lưu thông và dịch vụ thu rác đặc biệt. Luật của thống đốc quân sự được gọi là Sắt lệnh tổng quát. Những vi phạm đều bị tòa án binh phạt mà không được chống án.
Danh sách các thống đốc quân sự:
- Trung tướng Thomas H. Greene (1941-1944)

## Trở thành tiểu bang
Sau khi thất bại năm 1935 và năm 1937 trong việc thuyết phục Quốc hội Hoa Kỳ rằng Hawaiʻi đã sẵn sàng để trở thành một tiểu bang, Hawaiʻi tái mở chiến dịch vận động vào năm 1950 bằng cách đặt vấn đề tư cách tiểu bang trong lá phiếu. Hai phần ba cử tri toàn lãnh thổ đã bỏ phiếu tán thành việc gia nhập vào liên bang. Sau Chiến tranh thế giới thứ hai, lời kêu gọi ủng hộ lãnh thổ trở thành tiểu bang được lập lại càng mạnh mẽ hơn, thậm chí từ một số tiểu bang trong đất liền. Các lý do ủng hộ lãnh thổ thành tiểu bang thì rất rõ ràng:
- Hawaiʻi muốn có thể bầu thống đốc của mình
- Hawaiʻi muốn có thể bầu tổng thống
- Hawaiʻi muốn chấm dứt đóng thuế nhưng không có đại diện có quyền biểu quyết tại Quốc hội Hoa Kỳ
- Hawaiʻi đã chịu đựng một cuộc chiến nặng nề đầu tiên
- Dân số sắc tộc không phải người da trắng của Hawaiʻi, đặc biệt là người Nhật, đã chứng tỏ lòng trung thành của họ qua việc phục vụ trên các chiến trường châu Âu
- Hawaiʻi có đến 90% dân số là công dân Hoa Kỳ, đa số được sinh tại Hoa Kỳ.

Một cựu viên chức của Sở cứu hỏa Honolulu, John A. Burns được bầu làm đại diện của Hawaiʻi tại Quốc hội Hoa Kỳ năm 1956. Là một đảng viên Dân chủ, Burns đã giành thắng lợi mà không cần đến phiếu của người da trắng nhưng nhờ vào sự ủng hộ nhiệt thành của người Nhật và người Philipines tại Hawaiʻi. Việc thắng cử của ông đã chứng tỏ một sự xoay chiều trong phong trào tranh thủ tư cách tiểu bang. Ngay sau khi đến Washington, D.C., Burns bắt đầu vận động chính trị bằng cách thu được sự ủng hộ của các vị lãnh đạo tại Quốc hội Hoa Kỳ cũng như các thống đốc tiểu bang. Thành tựu quan trọng nhất của Burns là thuyết phục được Lãnh tụ khối đa số tại Thượng viện Lyndon B. Johnson (D-TX) rằng Hawaiʻi đã sẵn sàng trở thành một tiểu bang.

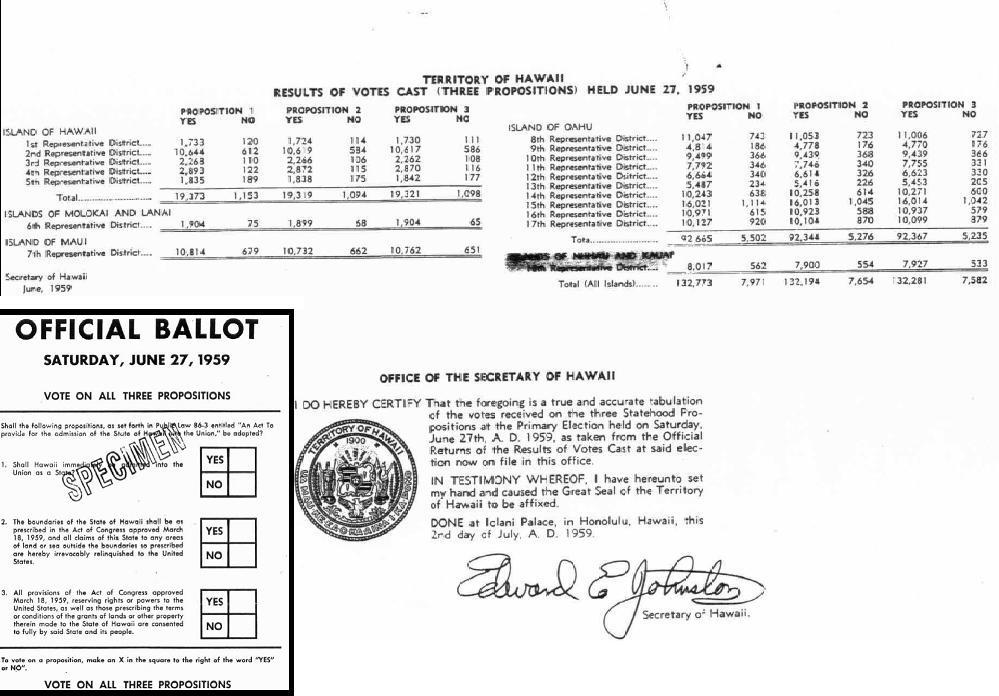
Tất cả các đảo bỏ phiếu ít nhất là 93% tán thành việc trở thành tiểu bang. Các kết quả trưng cầu và lá phiếu bầu năm 1959.

Tháng 3 năm 1959, cả hai viện Quốc hội Hoa Kỳ thông qua Đạo luật Gia nhập và Tổng thống Hoa Kỳ Dwight D. Eisenhower ký thành luật. Đạo luật không kể Đảo Palmyra, một phần của Vương quốc và Lãnh thổ Hawaiʻi thuộc tiểu bang mới này. Ngày 27 tháng 6 năm đó, một cuộc bầu cử toàn lãnh thổ được tiến hành để hỏi xem người dân Hawaii có chấp nhận đạo luật gia nhập liên bang với tư cách tiểu bang hay không. Hawaiʻi chấp thuận đạo luật với tỉ lệ 17-1. Ngày 21 tháng 8, chuông nhà thờ khắp Honolulu reo vang báo hiệu rằng Hawaiʻi cuối cùng trở thành tiểu bang thứ 50 của Hoa Kỳ.